# (5847) Wakiya
(5847) Wakiya (1989 YB) – planetoida z grupy pasa głównego asteroid okrążająca Słońce w ciągu 4,06 lat w średniej odległości 2,54 j.a. Odkryta 18 grudnia 1989 roku.